# 장수고등학교
장수고등학교(長水高等學校)는 대한민국 전북특별자치도 장수군 장수읍 선창리에 있는 공립 고등학교이다.

## 학교 연혁
- 1955년 7월 1일 : 장수 농업고등학교 설립인가
- 1968년 11월 21일 : 장수 잠업고등학교로 개편
- 1972년 7월 24일 : 장수고등학교로 교명 변경
- 1979년 3월 1일 : 장수중·고등학교 분리
- 1991년 12월 1일 : 신축교사 준공 이전
- 2010년 3월 1일 : 신축 기숙사 개관
- 2022년 9월 1일 : 제22대 방극남 교장 취임
- 2024년 2월 7일 : 제62회 졸업식(57명, 총 5,869명 졸업)

## 참고 자료
- 장수고등학교 - 한국교육학술정보원 학교알리미